# Papirus Oxyrhynchus 34
Papirus Oxyrhynchus 34 oznaczany jako P.Oxy.I 34 – rękopis zawierający edykt prefekta dotyczący archiwów napisany w języku greckim przez nieznanego autora. Papirus ten został odkryty przez Bernarda Grenfella i Arthura Hunta w 1897 roku w Oksyrynchos. Edykt ten został wydany 2 października 127 roku n.e. Przechowywany jest w Bodleian Library (Ms. Gr. Class. a 9). Tekst został opublikowany przez Grenfella i Hunta w 1898 roku.
Manuskrypt został napisany na papirusie, na pojedynczej karcie. Rozmiary zachowanego fragmentu wynoszą 21 na 75,5 cm. Tekst jest napisany półuncjałą.